# Implacables
Implacables es un programa de televisión argentino, dedicado al tratamiento de las principales noticias relacionadas al mundo del espectáculo argentino. Es conducido por Susana Roccasalvo.

## Historia
Implacables empezó el 20 de agosto de 2002, con la conducción del polémico Mauro Viale y algunos panelistas Carlos Polimeni, Marcela Tauro, Beto Casella, era un programa que abordaba distintos temas de la realidad mediática, estaba inspirado en el programa Indomables, que fue también conducido por Viale. El programa sólo duró unos meses.
Con un nuevo formato, Implacables, fue el regreso de la famosa dupla televisiva de Rumores del Espectáculo en fines de los años 1990 en la televisión argentina, Susana Roccasalvo y Carlos Monti.
El programa inició el 16 de abril de 2013. 
El programa se basa principalmente en las noticias del mundo del espectáculo dándole lugar a los actores y actrices. No se basa en los escándalos y refleja un periodismo blanco y serio.
Su panel en un principio estuvo integrado por Amalia Granata, Yanina Latorre y Evelyn Von Brocke; el programa luego de varios meses al aire sufrió un cambio y se trasladó al fin de semana, cambiando su panel y dejando como única conductora a Susana Roccasalvo. En esta nueva etapa el panel está conducido por: Daniel Gómez Rinaldi.

## Equipo

### Conductores
- Mauro Viale (2002-2003)
- Carlos Monti (2013)
- Susana Roccasalvo (2013-actualidad)

### Panelistas actuales
- Naiara Vecchio (2019-actualidad)
- Fabiana Araujo (2020-actualidad)
- Gustavo Méndez (2021-actualidad)
- Lola Cordero (2025-presente)

### Panelistas antiguos
- Marcela Tauro (2002-2003)
- Beto Casella (2002-2003)
- Carlos Polimeni (2002-2003)
- Jorge Novoa (2002-2003)
- Evelyn Von Brocke (2013)
- Amalia Granata (2013)
- Yanina Latorre (2013)
- Daniel Gómez Rinaldi (2013-2025)
- Paula Varela (2013)
- Ronen Szwarc (2013)
- Ariel Wolman (2013-2017)
- Teto Medina (2014-2019)
- Nancy Duré (2014-2019)
- Greta Rodríguez (2014-2016)
- Javier Ponzone (2014-2016)
- Marcela Feudale (2017-2019)
- Juan Abraham (2017-2019)
- Andrea Ghidone (2017)
- Celeste Muriega (2019)
- Sebastián "Pampito" Perelló Aciar (2020-2021)
- Sandra Igelka (2020)
- Damián Rojo (2022)

### Movileros
- Pablo Costas (2013-actualidad)
- Diego Bouvet (2013-actualidad)

### Locutores
- Damián Popochi Muñoz (2013-actualidad)

## Implaclables semanal
Se comenzó a emitir el sábado 8 de marzo de 2014, con una renovada escenografía y bajo la conducción de Susana Roccasalvo, quien se vuelve en la única conductora del programa, acompañada por dos nuevas panelistas. Carlos Monti no acepta la propuesta de conducir los fines de semana, debido a que conduce "Bien Arriba" en Radio 10 los sábados de 10hs. a 13hs. Con la sorpresiva noticia del suicidio del marido de Nazarena Vélez, el programa se emitió nuevamente durante esa semana, ante la ausencia de programas de espectáculos en la programación semanal. Luego, el programa se mantuvo semanalmente.